# Aiphanes hirsuta
Aiphanes hirsuta är en enhjärtbladig växtart som beskrevs av Karl Ewald Maximilian Burret. Aiphanes hirsuta ingår i släktet Aiphanes och familjen Arecaceae.

## Underarter
Arten delas in i följande underarter:
- A. h. fosteriorum
- A. h. hirsuta
- A. h. intermedia
- A. h. kalbreyeri